# Luís Almeida
Luís Almeida (24. ožujka 1994.) je zelenortski rukometni vratar. Nastupa za klub CDE Camões i zelenortsku reprezentaciju.
Natjecao se na Svjetskom prvenstvu u Egiptu 2021., gdje je reprezentacija Zelenortske Republike završila na posljednjem, 32. mjestu.